# Przemysław Kita (chemik)
Przemysław Andrzej Kita (ur. 16 września 1946 w Kamieniu Pomorskim) – polski chemik, specjalizujący się w dziedzinie chemii nieorganicznej i chemii koordynacyjnej.

## Życiorys
W 1964 roku ukończył I Liceum Ogólnokształcące w Toruniu i podjął studia na Uniwersytecie Mikołaja Kopernika. Ukończył je w 1969 roku, pod opieką Antoniego Swinarskiego, po czym podjął pracę na stanowisku asystenta w Instytucie Chemii. W 1974 roku uzyskał stopień doktora nauk chemicznych, tematem jego rozprawy było Badanie kinetyki reakcji akwatacji soli Reinecke'go oraz identyfikacja produktów solwolizy w wodzie, metanolu, etanolu i n-propanolu, a promotorem Alicja Łodzińska. W 1987 roku uzyskał stopień doktora habilitowanego na podstawie rozprawy Badania nad mechanizmem reakcji zasadowej hydrolizy kompleksów chromu (III). W latach 1983–1984 oraz 1988 odbywał staże na Uniwersytecie Alberty. W 1999 roku otrzymał tytuł profesora nauk chemicznych.
Od 2000 roku kieruje Zakładem Chemii Nieorganicznej, potem przekształconym w Katedrę Chemii Nieorganicznej i Koordynacyjnej. W latach 1996-99 był członkiem Senatu UMK, a w latach 1999-2002 pełnił funkcję prodziekana Wydziału Chemii UMK. Tematyka jego badań obejmuje chemię koordynacyjną, kinetykę chemiczną oraz mechanizm przenoszenia elektronu i wymianę ligandów.
Jego żoną jest Ewa Kita.

## Publikacje
- Badania nad mechanizmem reakcji zasadowej hydrolizy kompleksów chromu (III) (1987, Toruń, ISBN 83-231-0109-4)
- Ćwiczenia laboratoryjne z kinetyki chemicznej: reakcje w homogenicznych układach ciekłych (1993, z Ewą Kitą, ISBN 83-231-0341-0).
- Ćwiczenia laboratoryjne z chemii nieorganicznej i koordynacyjnej: skrypt dla studentów III roku chemii (2008, redakcja, ISBN 978-83-231-2190-9)